# Oliver Kjærgaard
Oliver Kjærgaard (født 11. juli 1998) er en dansk fodboldspiller, der spiller som midtbane for AC Horsens.

## Karriere

### Lyngby BK
Oliver Kjærgaard fik sin debut for Lyngby Boldklubs førstehold i en alder af 17 år den 8. december 2015, da Lyngby Boldklub spillede mod AB i DBU Pokalen, som Lyngby Boldklub vandt 3-0.
Den 24. september 2016 kunne Lyngby Boldklub offentliggøre, at de forlængede kontrakten med Oliver Kjærgaard indtil 2019. Han fortsatte dog med at spille kamp for U/19-holdet i U/19 Ligaen samt for reserveholdet. Han fik sin debut i Superligaen den 31. august 2017 i kamp mod FC Nordsjælland.
Den 9. februar 2018 kunne klubben meddele, at Oliver Kjærgaard har opsagt sin kontrakt med klubben, efter han ikke havde fået sin løn udbetalt i 9 dage.

## Landsholdskarriere
Oliver Kjærgaard har spillet landsholdsfodbold for Danmark U/18 og Danmark U/19.